# Helius productellus
Helius productellus är en tvåvingeart som beskrevs av Alexander 1944. Helius productellus ingår i släktet Helius och familjen småharkrankar.
Artens utbredningsområde är Peru. Inga underarter finns listade i Catalogue of Life.